# Csóka-kő-patak
A Csóka-kő--patak Rezitől keletre ered, Zala vármegyében. A patak forrásától kezdve déli irányban halad, Keszthelyig, ahol beletorkollik a Balatonba.
A Csóka-kő-patak vízgazdálkodási szempontból a Balaton-közvetlen Vízgyűjtő-tervezési alegység működési területéhez tartozik.

## Part menti települések
- Rezi
- Cserszegtomaj
- Keszthely